# Avatar: Music from the Motion Picture
Avatar: Music from the Motion Picture è un album in studio del musicista e compositore statunitense James Horner, pubblicato il 15 dicembre 2009. L'album contiene la colonna sonora del film Avatar diretto da James Cameron.

## Descrizione
Compositore dell'opera è James Horner, che in precedenza aveva già lavorato con Cameron per due film Aliens - Scontro finale e Titanic. L'album Avatar: Music from the Motion Picture è stato pubblicato il 15 dicembre 2009 dall'etichetta Atlantic Records.

## Tracce
Testi e musiche di James Horner.
1. "You Don't Dream in Cryo. ...." – 6:09
2. Jake Enters His Avatar World – 5:24
3. Pure Spirits of the Forest – 8:49
4. The Bioluminescence of the Night – 3:37
5. Becoming One of "The People" Becoming One with Neytiri – 7:43
6. Climbing Up "Iknimaya - The Path to Heaven" – 3:18
7. Jake's First Flight – 4:49
8. Scorched Earth – 3:32
9. Quaritch – 5:01
10. The Destruction of Hometree – 6:47
11. Shutting Down Grace's Lab – 2:47
12. Gathering All the Na'vi Clans for Battle – 5:14
13. War – 11:21
14. Leona Lewis – I See You (Theme from Avatar) – 4:20 (testo: Horner, Franglen, Thaddis Harrell)
15. Into the Na'vi World (Bonus) – 1:35